# Och jula vara skall till påska!
Och jula vara skall till påska! (orig. Funny Little Bunnies), är en tecknad kortfilm från 1934. Filmen ingår i Silly Symphonies-serien.

## Om filmen
Filmen hade svensk premiär den 17 december 1934 på biografen Rita i Stockholm som innehåll i kortfilmsprogrammet 3 små grisar på nya äventyr eller Stora stygga vargen och Rödluvan, där även filmerna Den stora stygga vargen eller Tre små grisar på nya äventyr, Gräshoppan och myrorna, Flygande råttan, Den kloka hönan och Pluto i skojartagen ingick.
Filmen hade svensk nypremiär den 5 september 1954 och ingick i ett kortfilmsprogram tillsammans med kortfilmerna Kalle Ankas falska lejon, Pluto som plattcharmör, Jan Långben tar ridlektion, Jättens överman, Kalle Anka får bisyssla, En kofta åt Pluto och Kalle Anka i paradiset.
Filmen har haft flera svenska titlar genom tiderna. Vid premiären 1934 gick den under titeln Och jula vara skall till påska!. Alternativa titlar till filmen är Påskhararnas land och Kaniner med choklad i.
Filmen finns utgiven på DVD.

## Figurer
- Påskharar
- Fåglar